# 박문여자고등학교
박문여자고등학교(博文女子高等學校)는 대한민국 인천광역시 연수구 송도동에 있는 사립 고등학교이다.

## 학교 연혁
- 1940년 5월 18일 : 소화고등여학교 개교(8학급, 4년제)
- 1945년 9월 30일 : 인천박문여자중고등학교로 명칭 변경
- 1947년 6월 18일 : 인천박문여자중학교 (12학급, 6년제) 인가
- 1951년 8월 31일 : 학제 변경으로 고등학교 병설 인가
- 1956년 8월 30일 : 부평 교사에서 송림동 교사로 신축 이전
- 2012년 9월 27일 : 인천박문여자고등학교 송도 이전 인가
- 2014년 3월 1일 : 박문여자고등학교로 교명 변경(교명에서 '인천' 삭제)
- 2015년 3월 1일 : 송림동 교사에서 송도동 교사로 이전(연수구 송도과학로51번길 16)
- 2023년 12월 28일 : 제72회 졸업 201명(총 22,804명)
- 2024년 3월 1일 : 제13대 정영희 교장 취임

## 참고 자료
- 박문여자고등학교 - 한국교육학술정보원 학교알리미